# Потужність локомотива
Потужність локомотива — одна з основних характеристик тягової та швидкісної якості локомотива.
Потужністю локомотива називають обсяг виконаної локомотивом роботи за певний проміжок часу. Переважно визначають дотичну потужність, яку розвивають рушійні колісні пари при реалізації розрахункової або тривалої дотичної сили тяги локомотива. Дотична потужність локомотива необхідна для проведення розрахунків, за допомогою яких визначають максимальну масу потяга і швидкість його руху, а також для визначення параметрів основних вузлів локомотива (як-от осьова формула, осьове навантаження тощо).
Переважно дотичну потужність локомотива визначають за формулою:
Nk = Fk · v / 3600 (кВт)
де:
Fk — дотична сила тяги локомотива, Н
v — швидкість руху, км/год.
Для тепловозів зазвичай потужність визначається потужністю дизельного двигуна локомотива при нормальному атмосферному тиску і ККД передачі, для електровозів — сумарною потужністю тягових електродвигунів.
Для електровозів і тепловозів застосовують поняття потужність тривалого режиму (її локомотив може розвивати упродовж тривалого часу) і потужність годинного режиму (її локомотив може розвивати упродовж години, після чого електричні машини можуть перегріватися).
Характеристики потужності деяких локомотивів:
- Паровоз О — ~ 400 кВт
- Паровоз Є — ~ 700 кВт
- паровоз ФД — ~ 1500 кВт
- ТЕ3 — 2100 кВт
- 2ТЕ116 — ~ 3000 кВт
- ВЛ10 — 5200 кВт
- ВЛ80 — 6520 кВт
- ET40 — 6864 кВт (годинний режим)
- ЧС8 — 7200 кВт (тривалий режим)
- ВЛ15 — 9000 кВт
- ВЛ85 — 10 020 кВт (годинний режим)
- Електровоз ВЛ86ф — 11 400 кВт